# Tapiseria

Tapiseria Dama z jednorożcem, Francja, XV wiek

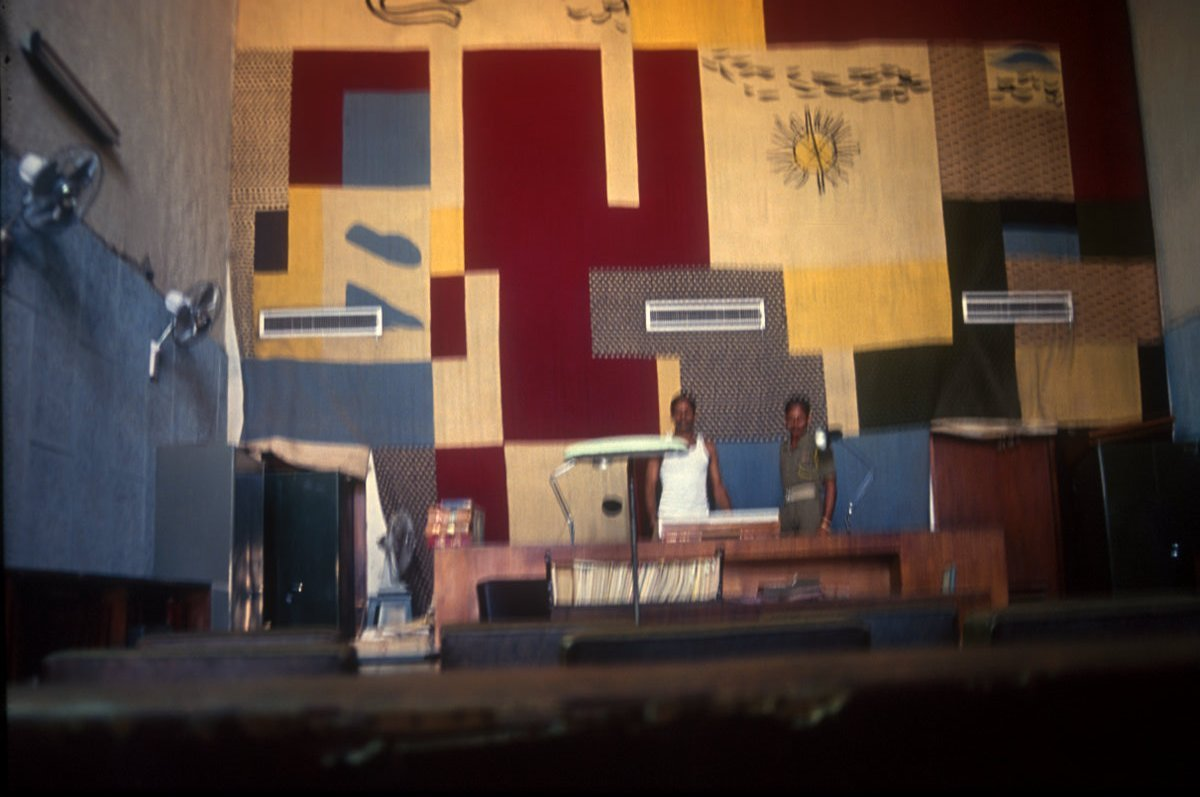
Gobelin Le Corbusiera w indyjskim Chandigarh, Francja, XX wiek

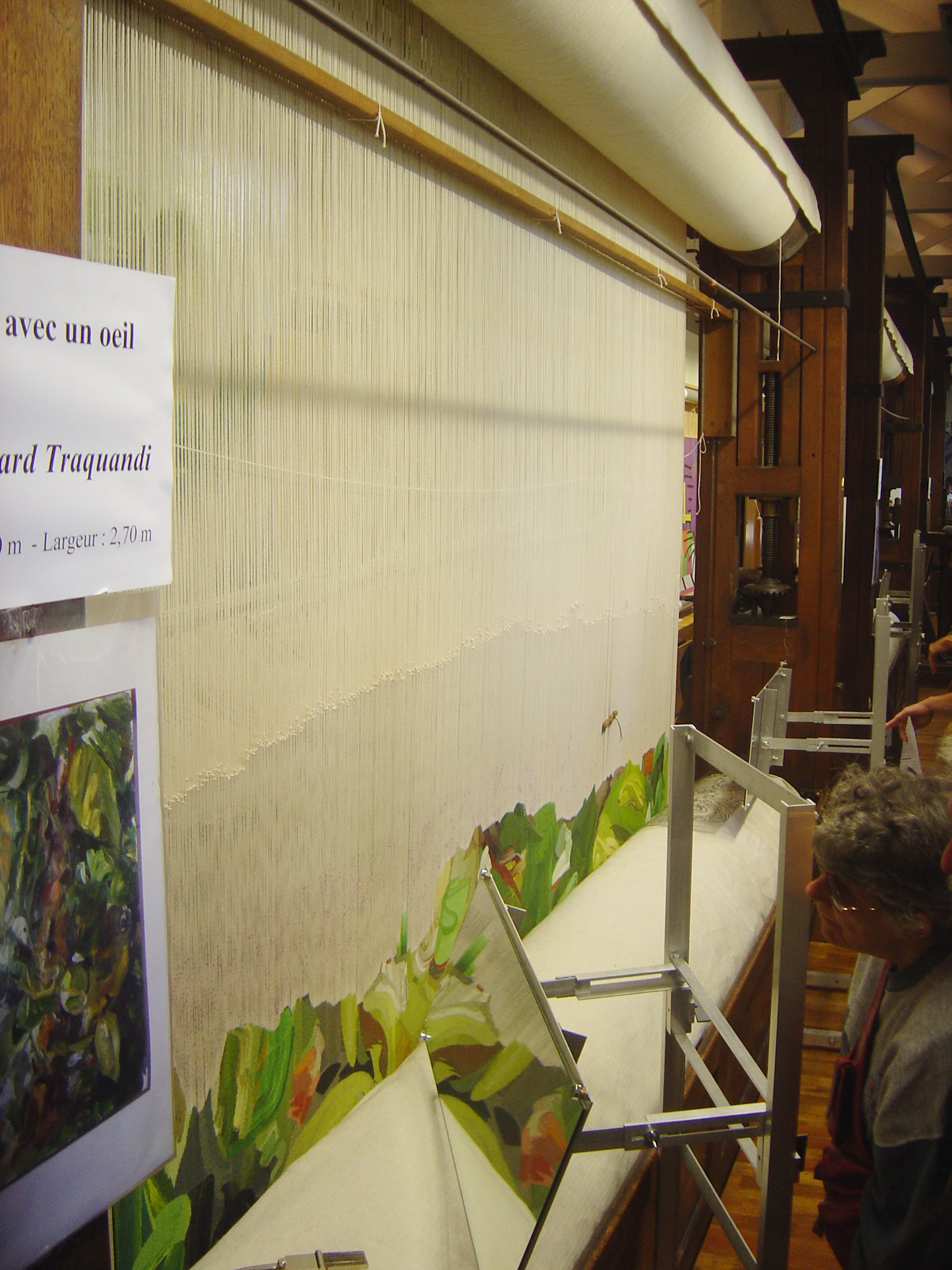
Krosno do tkania tapiserii. Manufaktura Gobelin, Paryż, 2005

Tapiseria (z franc. tapisserie) – ogólna nazwa określająca jednostronną tkaninę o różnorodnej dekoracji: figuralnej (np. ze scenami mitologicznymi, biblijnymi), heraldycznej bądź zwierzęco-roślinnej (tzw. werdiura), służącą do dekoracji ścian. Potocznie termin „tapiseria” stosowany jest wymiennie z nazwami: gobelin i arras.
Wykonywana była splotem płóciennym (rzadziej rządkowym), z nici wełnianych i jedwabnych, czasem z dodatkiem nici złotych lub srebrnych, na warsztatach pionowych lub poziomych.
Tapiserie wykonywano już w starożytnym Egipcie (od XVIII dynastii), w Chinach i prekolumbijskim Peru. W Europie ważnymi ośrodkami były w kolejnych stuleciach:
- XIV – Paryż i Arras,
- XV – Arras i Tournai,
- XVI – Flandria, Włochy,
- XVII – Bruksela, Francja (zwłaszcza królewska manufaktura Gobelinów i manufaktura w Beauvais),
- XVIII – manufaktura Gobelinów i Beauvais.

Niektórzy władcy – zamiast kupować gotowe dzieła – zakładali manufaktury na swoich dworach (np. w Szczecinie, Torgau, Brzegu czy też w Szwecji).